# 庫查約克山 (莫羅科查區)
11°29′24″S 76°06′15″W / 11.49000°S 76.10417°W
庫查約克山（Quchayuq），是秘魯的山峰，位於該國中部胡寧大區，由堯利省的莫羅科查區負責管轄，屬於安地斯山脈的一部分，海拔高度4,600米。